# Rafał Staszewski

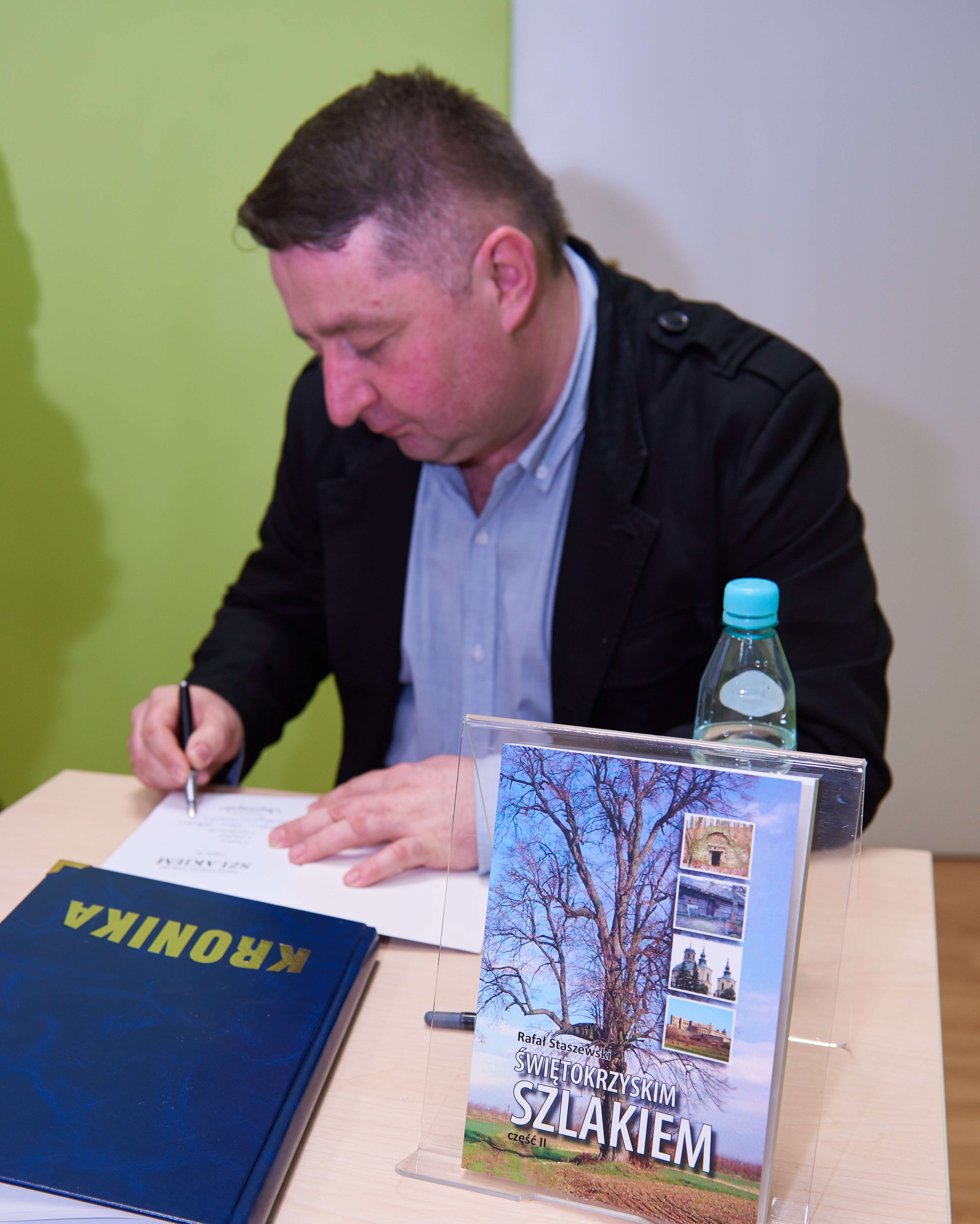
Rafał Staszewski podczas uroczystej promocji drugiej części książki „Świętokrzyskim szlakiem” w grudniu 2016 roku.

Rafał Staszewski (ur. 1977 w Klimontowie) – polski dziennikarz, regionalista, działacz społeczny, autor tekstów piosenek.

## Życiorys
Absolwent Wydziału Geografii i Studiów Regionalnych Uniwersytetu Warszawskiego. Od 2002 roku związany z  Tygodnikiem Nadwiślańskim. Publikował również na łamach „Gościa Niedzielnego” i „Niedzieli”. Laureat „Złotego Pióra” – nagrody marszałka województwa świętokrzyskiego oraz wyróżnienia „Mater Verbi”. W 2012 roku otrzymał Świętokrzyską Nagrodę Kultury II stopnia. Jest pomysłodawcą i organizatorem Pikniku Rycerskiego w Ossolinie, gali „Kryształowego Berła” oraz kwesty na rzecz ratowania zabytkowych nagrobków na cmentarzu parafialnym w Goźlicach pod Sandomierzem. Trzykrotnie – w 2012, 2013 i 2022 roku – otrzymał „Dyliżans”, najważniejszą nagrodę w polskim country za teksty utworów które wybrane zostały piosenkami roku. Piosenki jego autorstwa kilkakrotnie  nagradzane były również na Międzynarodowym Festiwalu Piknik Country w Mrągowie. W swoim repertuarze mają je m.in. zespół Babsztyl oraz Cezary Makiewicz.
W 2015 roku ukazała się jego książka „Świętokrzyskim szlakiem – ludzie, miejsca, wydarzenia”.
Rafał Staszewski jest prezesem zarządu Stowarzyszenia „Nasze dziedzictwo Ossolin” oraz Stowarzyszenia Rozwoju i Promocji Regionu „Na styku trzech krain”.

## Publikacje
- Świętokrzyskim szlakiem – ludzie, miejsca, wydarzenia (2015)
- Świętokrzyskim szlakiem cz. II (2016)
- Świętokrzyskim szlakiem cz. III (2020)